# Горбачёв, Николай Алексеевич
Николай Алексеевич Горбачёв (ок. 1867 — 23 июня (6 июля) 1917, Пенджвин) — казачий офицер, участник Первой мировой войны.
Казак Кубанского казачьего войска. Окончил Ставропольское казачье юнкерское училище. На 1 января 1909 есаул 1-го Кубанского казачьего полка.
Во время Первой мировой войны — войсковой старшина, с 31 января 1915 командир Екатеринославского (2-го Сводно-Кубанского) полка, к 1 января 1917 полковник, начальник 2-й бригады 3-й Кубанской казачьей дивизии.
В 1916—1917 начальник Курдистанского отряда в 1-м Кавказском кавалерийском корпусе, действовавшем на Персидском театре. Временно командовал 3-й Кубанской дивизией.
В ходе июньского наступления 1917 года 18 июня овладел городом Пенджвин в Иракском Курдистане. Перейдя к обороне в условиях турецкого контрнаступления, командовал передовыми частями. Лично руководил боем, отразил четыре контратаки противника, при попытке отбить захваченные турками орудия бросился врукопашную с ближайшими частями, был окружен и поднят на штыки.
Посмертно награждён орденом Святого Георгия 4-го класса (27.03.1918).